# 崔騰 (明朝)
崔騰（15世紀—15世紀），字鵬搏，山東東昌府茌平縣人，明朝政治人物。

## 生平
崔騰是天順六年（1462年）壬午科山東鄉試舉人，授東光知縣，調當塗知縣，在兩地都有政聲，陞宿州同知，在當地興養立教，愛民如子，守己廉潔，見義勇為，判案平恕，年多內餘教化大行，人心悅服，致仕歸鄉在家去世。他個性孝順，亦樂善好施，家居為人排難解紛，撫恤貧困，鄉人多受其庇佑，身後入祀忠義祠。

## 引用
1. 1 2  民國《茌平縣志·卷三·人物志》：崔騰，字鵬搏，明天順壬午舉人，歷任直隷東光、江南當塗縣知縣，所至有政聲，陞安徽宿州知州【同知】，興養立教，視民如子，守己廉潔，見義勇為，決獄平恕，年餘教化大行，士民悅服，致仕歸卒於家。騰性至孝，尤樂善好施，里居排難解紛，卹孤憐貧，鄉黨多受其庇，卒後崇祀忠義祠。 增錄舊志